# Saint-Oyen (Italie)
Saint-Oyen (prononcé [sɛ̃.t‿wajɛ̃] ) est une commune italienne de la Vallée d'Aoste, faisant partie de la communauté de montagne Grand-Combin.

## Géographie
La commune de Saint-Oyen s'étend de part et d'autre du torrent Artanavaz, dans la vallée du Grand-Saint-Bernard.

Localisation de la commune de Saint-Oyen à l'intérieur de la Vallée d'Aoste.

## Histoire
Le bourg de Saint-Oyen se développa à partir du XIe siècle quand la circulation des marchandises et de passage des voyageurs s'accrurent grâce à la construction de l'hospice du Grand-Saint-Bernard (source : panneau municipal près de l'église).

### Monuments et lieux d'intérêt
- L'église paroissiale, gérée depuis longtemps par les chanoines de Saint-Bernard, datant du XIIe siècle ;

Nul ne sait quand fut fondée l'église paroissiale consacrée à Oyend de Condat mais elle fut reconstruite en de fond en comble en 1820 et agrandie en 1933. La construction actuelle comprend une nef couverte par une voûte à pénétration et un double chœur doté d'une voûte à 8 arêtes. Des fresques décorent les parois et les voûtes de l'église qui renferme également un remarquable crucifix du XVIIIe siècle et un reliquaire en argent partiellement doré et serti de cristaux, ouvrage de l'orfèvre suisse Alexandre Lanezwing et don du prévôt du Grand-Saint-Bernard Roland Viot en 1636.Le campanile, qui remonte probablement au XVIIe siècle, se trouve au nord de l'église.

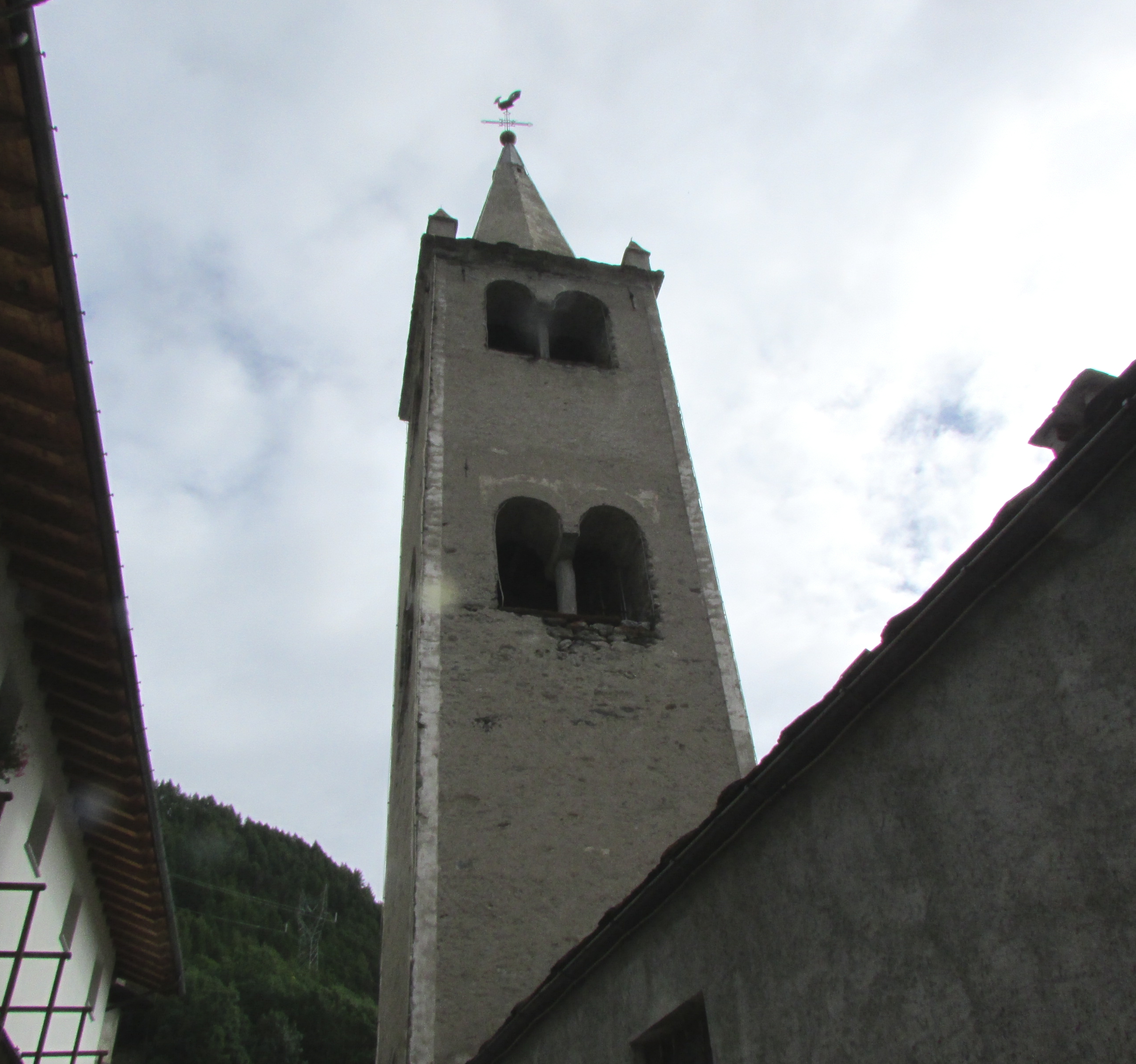
Le clocher de l'église Saint-Oyen.

- L'herbier historique de Saint-Oyen, à l'intérieur de la bibliothèque communale « Jean-Oyen Mallé » ;
- Le Château-Verdun, ancienne grange de l'hospice du Grand-Saint-Bernard et relais de poste entre Aoste et le col du Grand-Saint-Bernard ;
- Le parc Le gîte des chevreuils ;
- L'ancienne scierie du hameau Prenoud ;
- La maison de Jean-Antoine Pellissier.

## Citations
« Vers un hameau nommé Saint-Oyen
La nature commença à devenir moins austère
Mon bonheur fut extrême. »

(Stendhal, Vie de Henry Brulard)

## Culture
Dans cette commune est produit le jambon à la braise de Saint-Oyen, selon une ancienne tradition de la vallée du Grand-Saint-Bernard. Le Vallée d'Aoste Jambon de Bosses, jambon cru AOP, également dénommé Bossolein, se produit dans la commune en amont, Saint-Rhémy-en-Bosses.
Ces deux produits traditionnels ne doivent pas être confondus avec le jambon Aoste, plus connu, mais produit dans la ville iséroise d'Aoste, qui ne bénéficie pas d'une appellation d'origine contrôlée.

## Personnalités liées à Saint-Oyen
- Ivo Collé - homme politique

## Fêtes, foires
- Fête du jambon à la braise, début du mois d'août, avec le tournoi de pétanque ;
- Le Carnaval de la Combe froide, en patois valdôtain, Carnaval de la coumba freida (voir lien externe)

## Sport
Dans cette commune se pratique le fiolet, l'un des sports traditionnels valdôtains.

## Administration

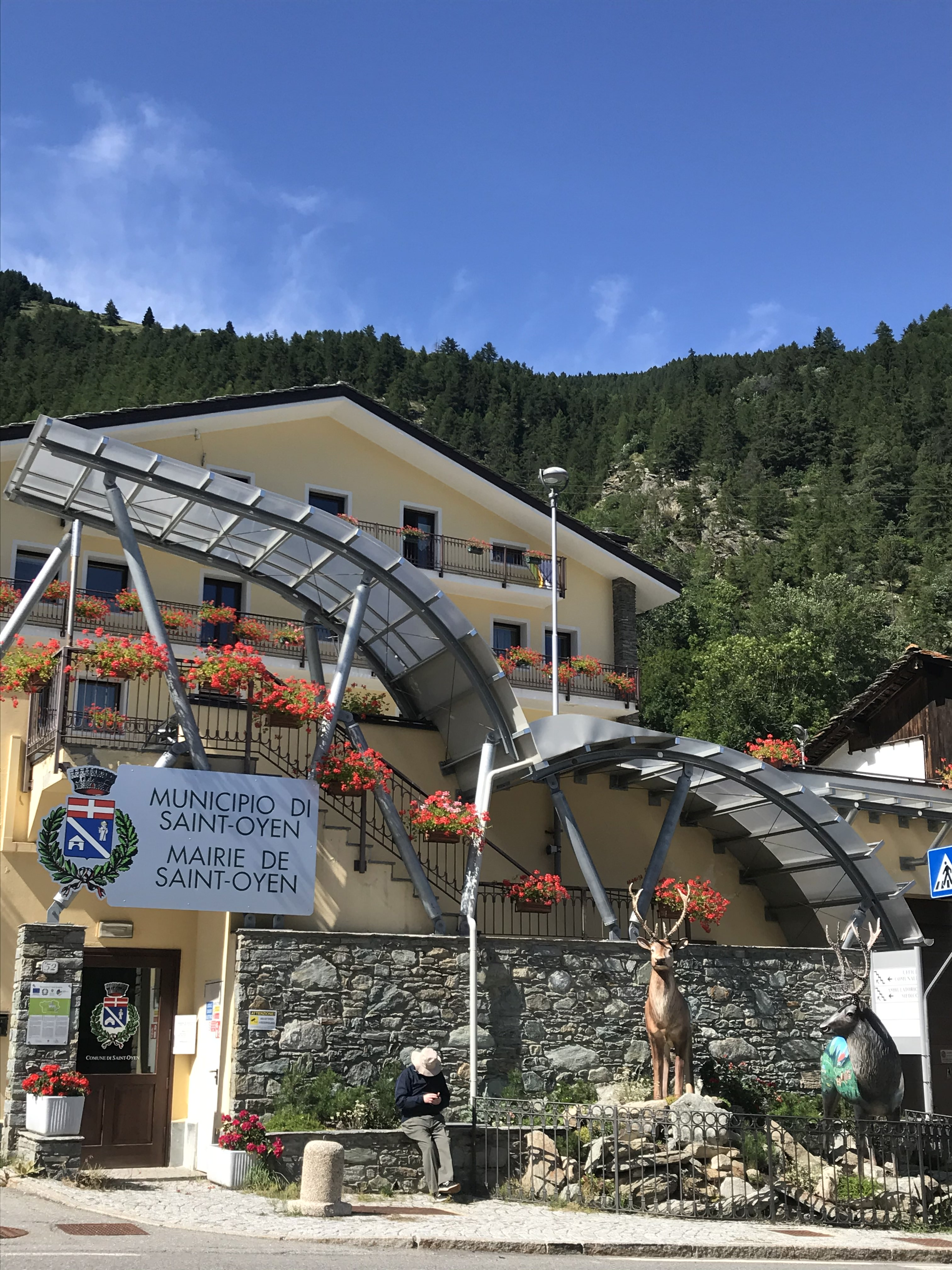
La maison communale de Saint-Oyen.

| Période                                  | Période          | Identité          | Étiquette     | Qualité |
| ---------------------------------------- | ---------------- | ----------------- | ------------- | ------- |
| 9 mai 2005                               | 24 mai 2010      | Jean-Pierre Collé |               | Syndic  |
| 24 mai 2010                              | 12 novembre 2022 | Natalino Proment  | Liste civique | Syndic  |
| 13 novembre 2022                         | En cours         | Alessio Désandré  | Liste civique | Syndic  |
| Les données manquantes sont à compléter. |                  |                   |               |         |

## Hameaux
Entre parenthèses les toponymes en patois saintoyard :
Barasson (Baasón), Le Blanchon (lo Blantsón), Boudier (Bóoudji), Cerisey, Château-Verdun (Cható Verdœn), La Cure (la Cœra), La Combaz (la Cómba), Condémine, Les Contin (Cóntœn), La Côtettaz (la Cótetta), Le Crétoux (Crœtou), Flassin (Flassœn), Les Fontaines (lé Fóntanœ), Les Grands-Prés (lé Gran Pró), Les Grands-Champs (lé Gran Tsan), La Grange (la Grandzœ), Laboz (Labbo), L'Église (l'Eillézœ), Lillaz (l'Illa), Morguénaz (Mórguéna), Les Moulins (lé Moulœn), La Noyettaz (la Noyéta), Le Pisseur (lo Pœchóu), Le Pré-du-Pont (lo Pró dou Pón), Pré-Neuf (Prœnou), Reveillard (Rœvéillar), Le Champex (lo Tsampé), Le Chésollet (lo Tsœzólèt), La Vagère (la Vadjiœ), Verraz

## Communes limitrophes
Bourg-Saint-Pierre (CH-VS), Étroubles, Gignod, Saint-Rhémy-en-Bosses

## Jumelages
- Saint-Oyens (Suisse), depuis 1968 ;
- Saint-Oyen (Savoie) (France), depuis 1986 ;
- Montbellet (France), pour son hameau Saint-Oyen, depuis 2002.

## Curiosités
Stendhal fait passer par Saint-Oyen le protagoniste de la Vie de Henry Brulard.

## Galerie

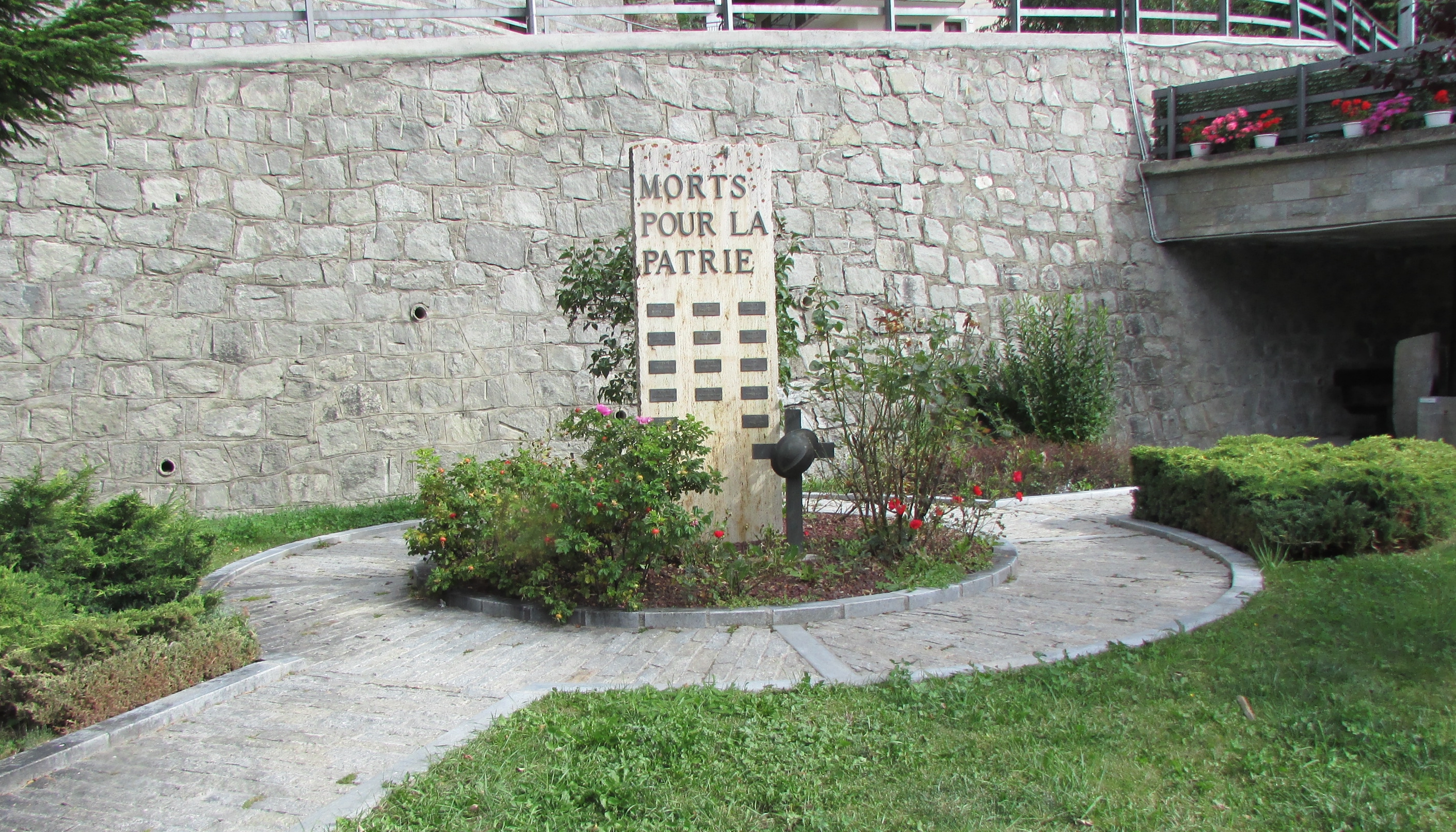
Le Monument aux Morts.
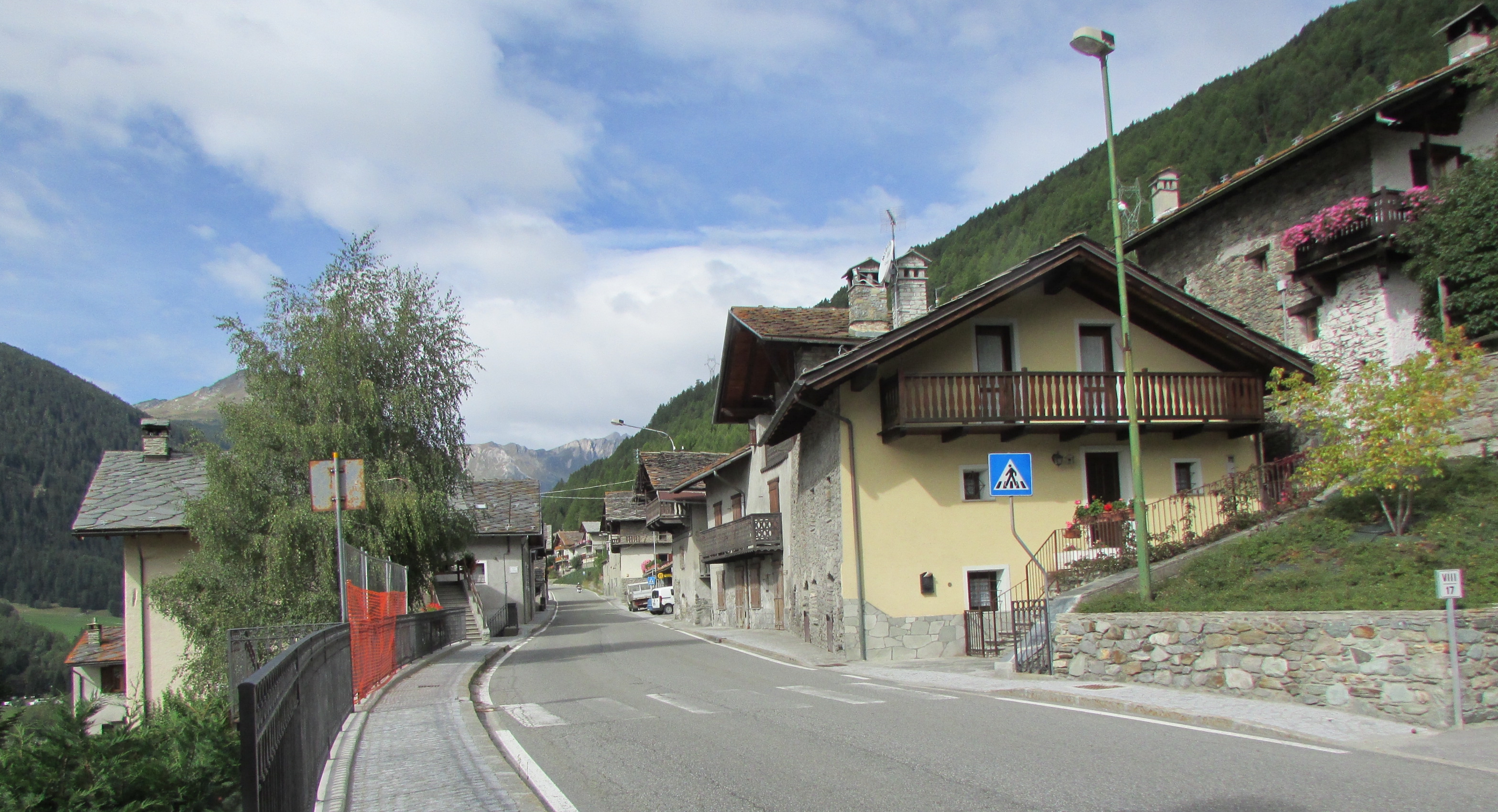
La route du Grand-Saint-Bernard.
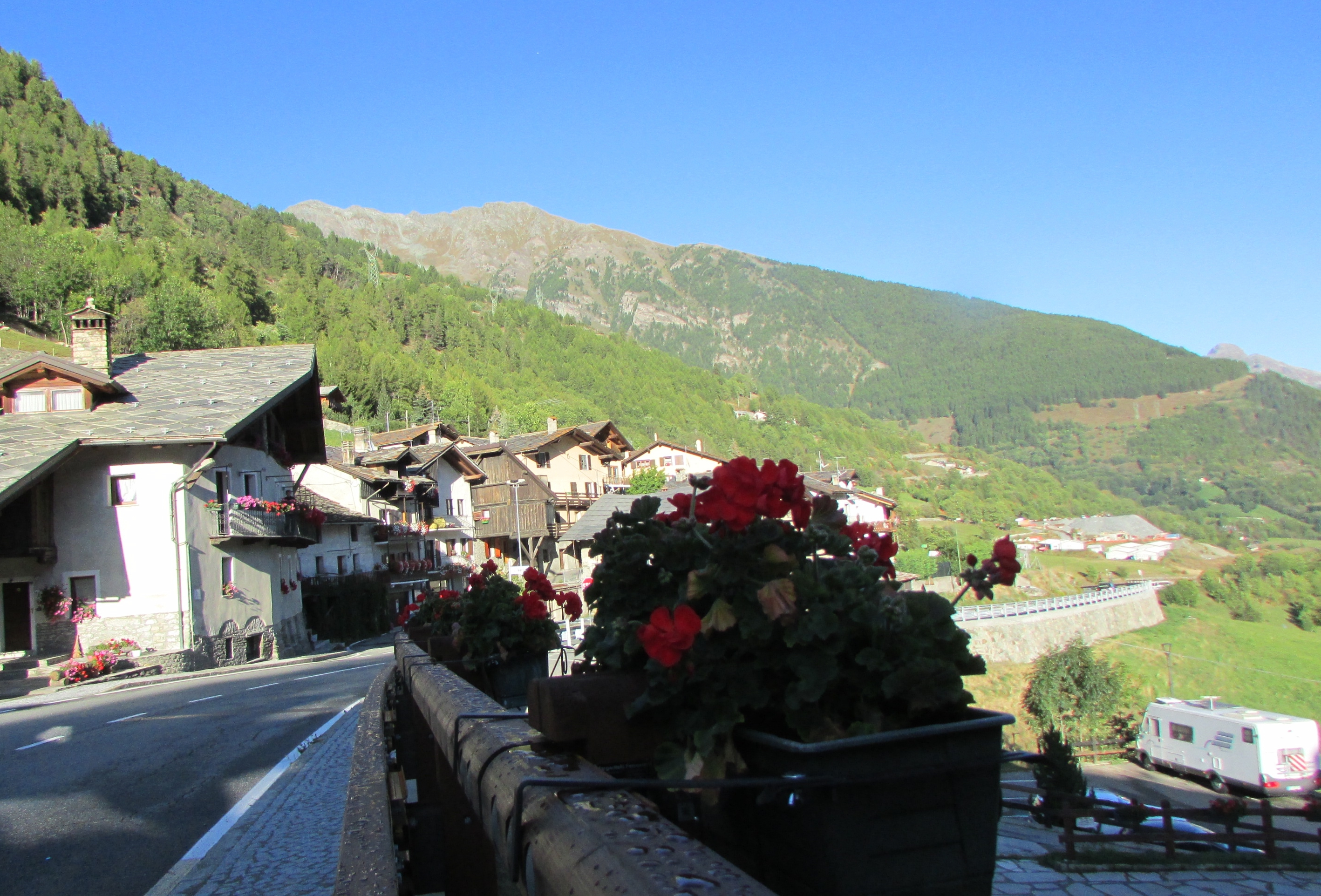
Vue vers le vallon du Menouve.
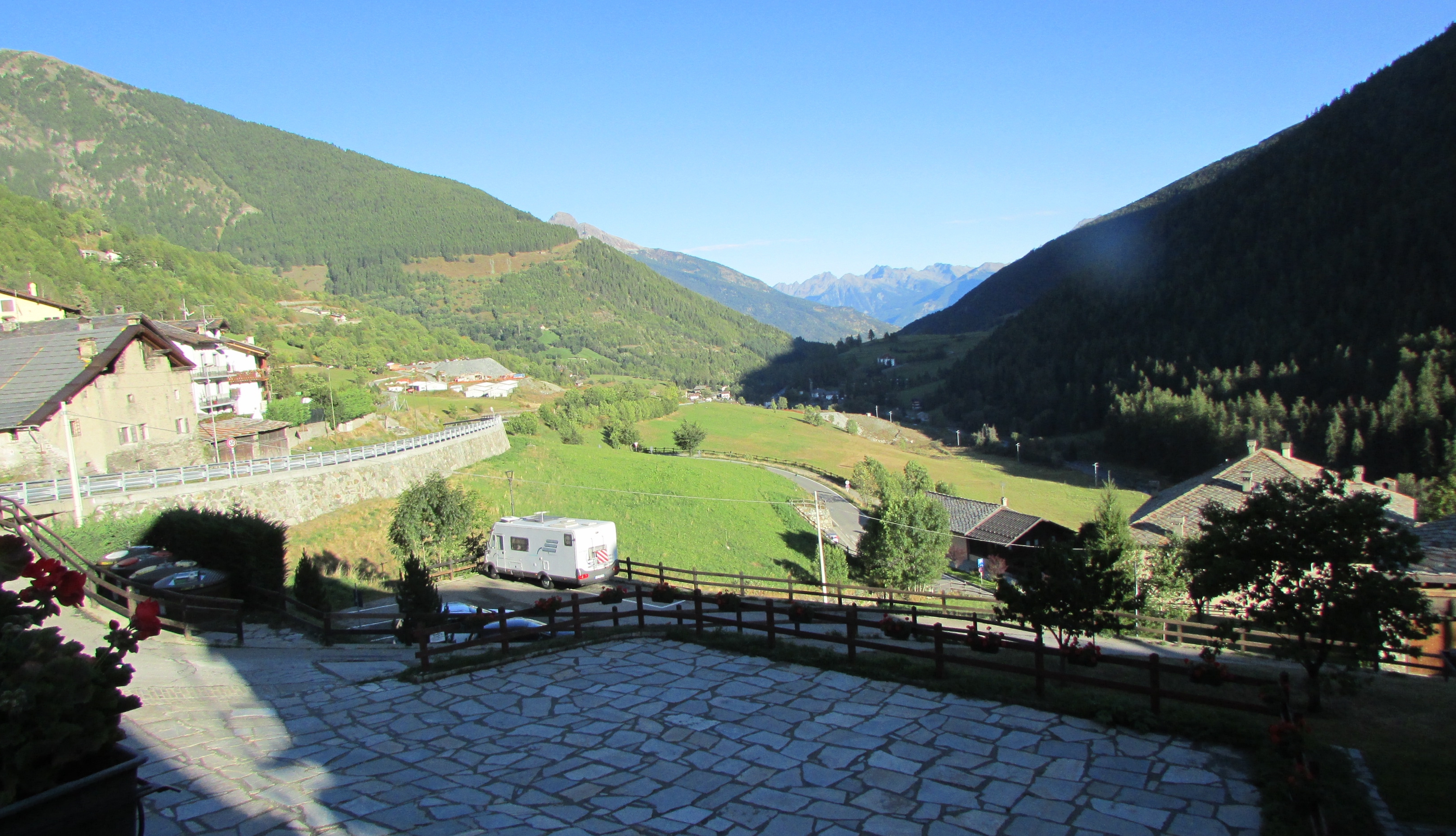
Vue vers la Valpelline.
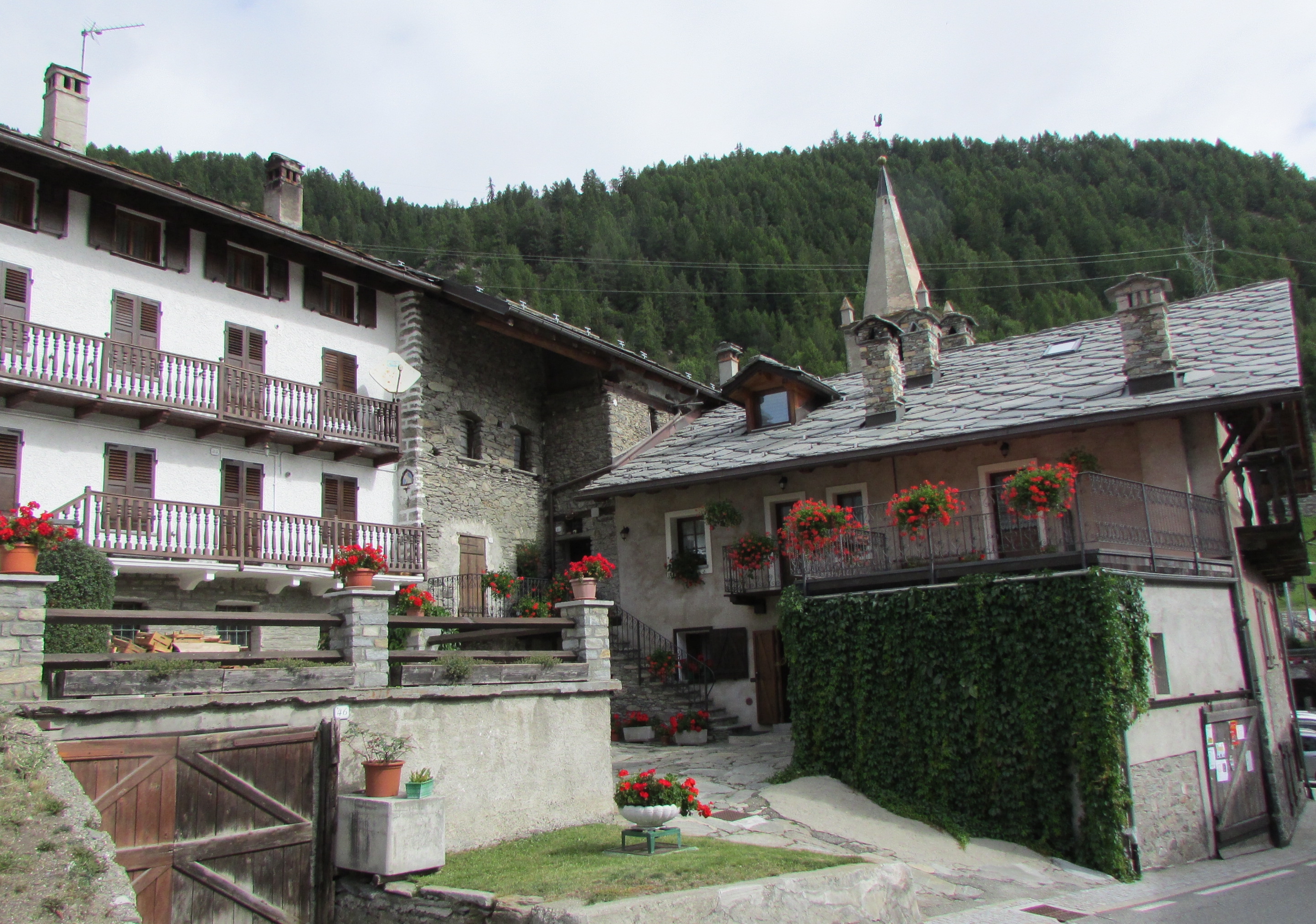
Maison au toit de lauzes.